# Wolfgang von Gemmingen
Wolfgang von Gemmingen (* 2. Januar 1610 in Oppenheim; † 24. Dezember 1658) war Grundherr in Oppenheim. Als Vertreter der Reichsritterschaft hat er 1648 den Westfälischen Frieden mit unterzeichnet, später war er Assessor des fränkischen Ritterkreises beim Reichskammergericht in Speyer.

## Leben
Er war einer der Söhne Reinhards des Gelehrten (1576–1635) aus dessen erster Ehe mit Anastasia von Helmstatt (1579–1614). Seine Erziehung erhielt er nach dem Tod der Mutter vom Pfarrer Weinmann in Brackenheim, dem er und seine Brüder nach Stuttgart ans Paedagogium illustre folgten. Gemeinsam mit seinem Bruder Weiprecht studierte er in Tübingen und Leyden Rechtswissenschaften sowie Latein und Griechisch. Nach dem Studium widmete er sich Reisen nach England und Frankreich. Mit 21 Jahren wurde er procurator nationis an der Akademie von Orleans. Der Dreißigjährige Krieg und der kranke Vater bewogen ihn 1632, statt einer Reise nach Italien den Weg in die Heimat anzutreten. Aus dem Erbe des 1635 verstorbenen Vaters erhielt er Oppenheim. 1648 war er Abgesandter der Reichsritterschaft beim westfälischen Friedenskongress, wo er die Hochachtung anderer Gesandter gewann. Graf Trautmannsdorf bot ihm eine Stelle als Reichshofrat an, die er wie ein gleichartiges Angebot des Kaisers beim Reichstag in Regensburg ausschlug. Von 1651 bis zu seinem Tod war er Assessor des Fränkischen Ritterkreises beim Reichskammergericht in Speyer.

## Familie
Wolfgang von Gemmingen heiratete am 29. April 1644 im Oberntrauter Hof in Oppenheim Anna Margaretha von Wallbrunn († 1682). Da der Ehe nur drei Töchter entstammten, die zu Jahren kamen, schloss Wolfgangs Witwe 1661 einen Vergleich mit ihrem Schwager Weiprecht von Gemmingen (1608–1680) und ihrem Neffen Johann Reinhard von Gemmingen (1632–1678), der den Rückfall des Besitzes an die männlichen Nachkommen der Linie Hornberg regelte, wobei den Töchtern ein Hof in Saulheim, ein Hof in Dalheim und verschiedene Rechte in Undenheim, Bensheim, Ritterheim und Rüdelsheim verblieben.
Nachkommen:
- Anastasia Maria (1645–1662) ⚭ Hans Reinhard von Wallbrunn
- Maria Katharina (* 1651) ⚭ Georg Christoph Langwerth von Simmern
- Maria Sibylla (* 1655) ⚭ Ernst Vogt von Hunoltstein
- Helena Margaretha (1649–1650)
- Reinhard (*/† 1653)